# Some Great Reward
Some Great Reward este al patrulea album de studio al trupei Depeche Mode.

## Ediții și conținut

### Ediții originale
Ediții comerciale în Marea Britanie
- cat.# CD STUMM 19 (album pe CD, lansat de Mute)
- cat.# CDX STUMM 19 (album pe CD, remasterizat, lansat de Mute), reeditare, lansat la 2 octombrie 2006

Ediție comercială în SUA
- cat.# 25194-2 (album pe CD, lansat de Sire)

Ediții comerciale în Japonia
- cat.# ALCB-63 (album pe CD, lansat de Alfa Records)
- cat.# PCCY-00577 (album pe CD, lansat de Pony Canyon), reeditare

1. "Something To Do" (Album Version) - 3:46
2. "Lie To Me" (Album Version) - 5:03
3. "People Are People" (Album Version) - 3:52
4. "It Doesn't Matter" (Album Version) - 4:45
5. "Stories Of Old" (Album Version) - 3:14
6. "Somebody" (Album Version) - 4:27
7. "Master and Servant" (Album Version) - 4:12
8. "If You Want" (Album Version) - 4:40
9. "Blasphemous Rumours" (Album Version) - 6:22

### Edițiile pe vinil (12") și pe casetă audio (MC)
Ediții comerciale în Marea Britanie
- cat.# STUMM 19 (album pe disc de vinil de 12", lansat de Mute)
- cat.# DM LP 4 (album pe disc de vinil de 12", remasterizat, lansat de Mute), reeditare, lansat la 2 aprilie 2007
- cat.# C STUMM 19 (album pe casetă audio, lansat de Mute)

Ediții comerciale în SUA
- cat.# 25194-1 (album pe disc de vinil de 12", lansat de Sire)
- cat.# 25194-4 (album pe casetă audio, lansat de Sire)

Ediție comercială în Japonia
- cat.# P-13052 (album pe disc de vinil de 12", lansat de Sire)

fața A:
1. "Something To Do" (Album Version) - 3:46
2. "Lie To Me" (Album Version) - 5:03
3. "People Are People" (Album Version) - 3:51
4. "It Doesn't Matter" (Album Version) - 4:43
5. "Stories Of Old" (Album Version) - 3:12

fața B:
1. "Somebody" (Album Version) - 4:27
2. "Master and Servant" (Album Version) - 4:12
3. "If You Want" (Album Version) - 4:40
4. "Blasphemous Rumours" (Album Version) - 6:21

### Ediția remasterizată cu bonus DVD (SACD/CD+DVD)
DVD-ul conține albumul în format 5.1 format, câteva piese adiționale luate din single-urile extrase de pe albumul inițial, câteva piese live din Basel și Liverpool în toamna anului 1984 și un documentar; piesele sunt în fapt b-side-urile single-urilor. Piesele adiționale și documentarul nu sunt în format 5.1, ci în format PCM Stereo.
Ediție comercială în Marea Britanie
- cat.# DM CD 4 (album pe SACD+DVD, lansat de Mute, album remasterizat), lansat la 2 octombrie 2006, reeditare

Ediție comercială în SUA
- cat.# R2 44457 (album pe CD+DVD, lansat de Sire/Reprise/Rhino), lansat la 3 octombrie 2006

SACD (în Marea Britanie) / CD (în SUA):
1. "Something To Do" (Album Version) - 3:46
2. "Lie To Me" (Album Version) - 5:03
3. "People Are People" (Album Version) - 3:52
4. "It Doesn't Matter" (Album Version) - 4:45
5. "Stories Of Old" (Album Version) - 3:14
6. "Somebody" (Album Version) - 4:27
7. "Master and Servant" (Album Version) - 4:12
8. "If You Want" (Album Version) - 4:40
9. "Blasphemous Rumours" (Album Version) - 6:22

DVD:
1. "Something To Do" (Album Version) - 3:46
2. "Lie To Me" (Album Version) - 5:03
3. "People Are People" (Album Version) - 3:52
4. "It Doesn't Matter" (Album Version) - 4:45
5. "Stories Of Old" (Album Version) - 3:14
6. "Somebody" (Album Version) - 4:27
7. "Master and Servant" (Album Version) - 4:12
8. "If You Want" (Album Version) - 4:40
9. "Blasphemous Rumours" (Album Version) - 6:22
10. "If You Want" (Live in Basel, 1984) - 5:12 (St. Jacobs Sporthalle, Basel, Elveția, la 30 noiembrie 1984)
11. "People Are People" (Live in Basel, 1984) - 4:21 (St. Jacobs Sporthalle, Basel, Elveția, la 30 noiembrie 1984)
12. "Somebody" (Live in Liverpool, 1984) - 4:28 (The Empire Theatre, Liverpool, Anglia, Marea Britanie,  la 29 septembrie 1984)
13. "Blasphemous Rumours" (Live in Basel, 1984) - 5:33 (St. Jacobs Sporthalle, Basel, Elveția, la 30 noiembrie 1984)
14. "Master and Servant" (Live in Basel, 1984) - 5:39 (St. Jacobs Sporthalle, Basel, Elveția, la 30 noiembrie 1984)
15. "In Your Memory" (Single Version) - 5:06
16. "(Set Me Free) Remotivate Me" (Single Version) - 4:15
17. "Somebody" (Remix) - 4:23
18. "Depeche Mode: 1984" (You can get away with anything if you give it a good tune) - 31:03

## Singles

### În Marea Britanie
1. "People Are People" (12 martie 1984)
2. "Master and Servant" (20 august 1984)
3. "Blasphemous Rumours / Somebody" (29 octombrie 1984)

### În SUA
1. "Master and Servant" (14 august 1984)

"People are People" apare ca fiind extras pe single de pe compilația cu același nume.